# Tournoi de tennis de Washington
Ne doit pas être confondu avec Tournoi de tennis Washington Indoors.
Le tournoi de Washington (DC, États-Unis), également appelé DC Open, est un tournoi professionnel de tennis féminin du circuit WTA et masculin du circuit ATP.
Le tournoi féminin date de 1972, Martina Navrátilová y détient le record de victoires en simple, avec dix succès. Les éditions 1980 et 1981 du tournoi de Washington (disputées la première semaine de janvier) concluent, respectivement, les Colgate Series de la saison 1979 et de la saison 1980. Après une longue interruption de 1992 à 2010, le tournoi féminin reprend en 2011 à College Park et déménage en 2012 à Washington pour former conjointement avec le tournoi masculin le Citi Open.
La première édition masculine remonte à 1969. Le tournoi masculin fut successivement appelé Washington Star International (1969-1981), Sovran Bank Classic (1982-1991), et Legg Mason Tennis Classic (1992-2011). Il est classé ATP 500 depuis 2009.

## Palmarès dames

### Simple
| No | Date       | Nom et lieu du tournoi                       | Catégorie      | Dotation       | Surface         | Vainqueure           | Finaliste           | Score          |                |
| -- | ---------- | -------------------------------------------- | -------------- | -------------- | --------------- | -------------------- | ------------------- | -------------- | -------------- |
| 1  | 24-02-1972 | Virginia Slims of Washington, Bethesda       | WT Pro Tour    | 18 000 $       | Moquette (int.) | Nancy Richey         | Chris Evert         | 7-61, 6-2      | Tableau        |
| 2  | 29-01-1973 | Virginia Slims of Washington, Bethesda       |                | 25 000 $       | Moquette (int.) | Margaret Court       | Kerry Melville      | 6-1, 6-2       | Tableau        |
| 3  | 28-01-1974 | Virginia Slims of Washington, Fairfax        | VS Tour        | 50 000 $       | Moquette (int.) | Billie Jean King     | Kerry Melville      | 6-0, 6-2       | Tableau        |
| 4  | 27-01-1975 | Virginia Slims of Washington, Fairfax        | VS Tour        | 75 000 $       | Moquette (int.) | Martina Navrátilová  | Kerry Melville      | 6-3, 6-1       | Tableau        |
| 5  | 19-01-1976 | Virginia Slims of Washington, Washington     |                | 75 000 $       | Moquette (int.) | Chris Evert          | Virginia Wade       | 6-2, 6-1       | Tableau        |
| 6  | 03-01-1977 | Virginia Slims of Washington, Washington     |                | 100 000 $      | Moquette (int.) | Martina Navrátilová  | Chris Evert         | 6-2, 6-3       | Tableau        |
| 7  | 02-01-1978 | Virginia Slims of Washington, Washington     |                | 100 000 $      | Moquette (int.) | Martina Navrátilová  | Betty Stöve         | 7-5, 6-4       | Tableau        |
| 8  | 01-01-1979 | Avon Championships of Washington, Washington |                | 125 000 $      | Moquette (int.) | Tracy Austin         | Martina Navrátilová | 6-3, 6-2       | Tableau        |
| 9  | 02-01-1980 | Colgate Series Championships, Washington     | Masters        | 250 000 $      | Moquette (int.) | Martina Navrátilová  | Tracy Austin        | 6-2, 6-1       | Tableau        |
| 10 | 07-01-1981 | Colgate Series Championships, Washington     | Masters        | 250 000 $      | Moquette (int.) | Tracy Austin         | Andrea Jaeger       | 6-2, 6-2       | Tableau        |
| 11 | 04-01-1982 | Avon Championships of Washington, Washington | Champ’s        | 200 000 $      | Moquette (int.) | Martina Navrátilová  | Anne Smith          | 6-2, 6-3       | Tableau        |
| 12 | 03-01-1983 | Virginia Slims of Washington, Washington     |                | 150 000 $      | Moquette (int.) | Martina Navrátilová  | Sylvia Hanika       | 6-1, 6-1       | Tableau        |
| 13 | 02-01-1984 | Virginia Slims of Washington, Washington     | VS Tour C3     | 150 000 $      | Moquette (int.) | Hana Mandlíková      | Zina Garrison       | 6-1, 6-1       | Tableau        |
| 14 | 07-01-1985 | Virginia Slims of Washington, Washington     |                | 150 000 $      | Moquette (int.) | Martina Navrátilová  | Manuela Maleeva     | 6-3, 6-2       | Tableau        |
| 15 | 06-01-1986 | Virginia Slims of Washington, Washington     |                | 150 000 $      | Moquette (int.) | Martina Navrátilová  | Pam Shriver         | 6-1, 6-4       | Tableau        |
| 16 | 23-03-1987 | Virginia Slims of Washington, Washington     |                | 150 000 $      | Moquette (int.) | Hana Mandlíková      | Barbara Potter      | 6-4, 6-2       | Tableau        |
| 17 | 22-02-1988 | Virginia Slims of Washington, Fairfax        | Tier II        | 300 000 $      | Moquette (int.) | Martina Navrátilová  | Pam Shriver         | 6-0, 6-2       | Tableau        |
| 18 | 13-02-1989 | Virginia Slims of Washington, Fairfax        | Tier II        | 300 000 $      | Moquette (int.) | Steffi Graf          | Zina Garrison       | 6-1, 7-5       | Tableau        |
| 19 | 19-02-1990 | Virginia Slims of Washington, Washington     | Tier II        | 350 000 $      | Moquette (int.) | Martina Navrátilová  | Zina Garrison       | 6-1, 6-0       | Tableau        |
| 20 | 19-08-1991 | Virginia Slims of Washington, Washington     | Tier II        | 350 000 $      | Dur (ext.)      | Arantxa Sánchez      | Katerina Maleeva    | 6-2, 7-5       | Tableau        |
|    | 1992-2010  | Pas de tournoi                               | Pas de tournoi | Pas de tournoi | Pas de tournoi  | Pas de tournoi       | Pas de tournoi      | Pas de tournoi | Pas de tournoi |
| 21 | 25-07-2011 | Citi Open, College Park                      | Intern'l       | 220 000 $      | Dur (ext.)      | Nadia Petrova        | Shahar Peer         | 7-5, 6-2       | Tableau        |
| 22 | 30-07-2012 | Citi Open, Washington                        | Intern'l       | 220 000 $      | Dur (ext.)      | Magdaléna Rybáriková | A. Pavlyuchenkova   | 6-1, 6-1       | Tableau        |
| 23 | 29-07-2013 | Citi Open, Washington                        | Intern'l       | 235 000 $      | Dur (ext.)      | Magdaléna Rybáriková | Andrea Petkovic     | 6-4, 7-62      | Tableau        |
| 24 | 28-07-2014 | Citi Open, Washington                        | Intern'l       | 226 750 $      | Dur (ext.)      | Svetlana Kuznetsova  | Kurumi Nara         | 6-3, 4-6, 6-4  | Tableau        |
| 25 | 03-08-2015 | Citi Open, Washington                        | Intern'l       | 226 750 $      | Dur (ext.)      | Sloane Stephens      | A. Pavlyuchenkova   | 6-1, 6-2       | Tableau        |
| 26 | 18-07-2016 | Citi Open, Washington                        | Intern'l       | 226 750 $      | Dur (ext.)      | Yanina Wickmayer     | Lauren Davis        | 6-4, 6-2       | Tableau        |
| 27 | 31-07-2017 | Citi Open, Washington                        | Intern'l       | 226 750 $      | Dur (ext.)      | Ekaterina Makarova   | Julia Görges        | 3-6, 7-62, 6-0 | Tableau        |
| 28 | 30-07-2018 | Citi Open, Washington                        | Intern'l       | 226 750 $      | Dur (ext.)      | Svetlana Kuznetsova  | Donna Vekić         | 4-6, 7-67, 6-2 | Tableau        |
| 29 | 29-07-2019 | Citi Open, Washington                        | Intern'l       | 226 750 $      | Dur (ext.)      | Jessica Pegula       | Camila Giorgi       | 6-2, 6-2       | Tableau        |
|    | 2020-2021  | Pas de tournoi                               | Pas de tournoi | Pas de tournoi | Pas de tournoi  | Pas de tournoi       | Pas de tournoi      | Pas de tournoi | Pas de tournoi |
| 30 | 01-08-2022 | Citi Open, Washington                        | WTA 250        | 251 750 $      | Dur (ext.)      | Liudmila Samsonova   | Kaia Kanepi         | 4-6, 6-3, 6-3  | Tableau        |
| 31 | 31-07-2023 | Mubadala Citi DC Open, Washington            | WTA 500        | 780 637 $      | Dur (ext.)      | Coco Gauff           | María Sákkari       | 6-2, 6-3       | Tableau        |
| 32 | 29-07-2024 | Mubadala Citi DC Open, Washington            | WTA 500        | 922 573 $      | Dur (ext.)      | Paula Badosa         | Marie Bouzková      | 6-1, 4-6, 6-4  | Tableau        |
| 33 | 21-07-2025 | Mubadala Citi DC Open, Washington            | WTA 500        | 1 282 951 $    | Dur (ext.)      | Leylah Fernandez     | Anna Kalinskaya     | 6-1, 6-2       | Tableau        |

### Double
| No | Date       | Nom et lieu du tournoi                      | Catégorie      | Dotation       | Surface         | Vainqueures                          | Finalistes                         | Score           |                |
| -- | ---------- | ------------------------------------------- | -------------- | -------------- | --------------- | ------------------------------------ | ---------------------------------- | --------------- | -------------- |
| 1  | 24-02-1972 | Virginia Slims of Washington Bethesda       | WT Pro Tour    | 18 000 $       | Moquette (int.) | Wendy Overton Valerie Ziegenfuss     | Judy Tegart-Dalton Françoise Dürr  | 7-5, 6-2        | Tableau        |
| 2  | 29-01-1973 | Virginia Slims of Washington Bethesda       |                | 25 000 $       | Moquette (int.) | Rosie Casals Julie Heldman           | Kerry Harris Kerry Melville        | 6-3, 6-3        | Tableau        |
| 3  | 28-01-1974 | Virginia Slims of Washington Fairfax        | VS Tour        | 50 000 $       | Moquette (int.) | Billie Jean King Betty Stöve         | Françoise Dürr Kerry Harris        | 6-1, 6-7, 7-5   | Tableau        |
| 4  | 27-01-1975 | Virginia Slims of Washington Fairfax        | VS Tour        | 75 000 $       | Moquette (int.) | Françoise Dürr Betty Stöve           | Helen Gourlay Kerry Melville       | 6-3, 6-4        | Tableau        |
| 5  | 19-01-1976 | Virginia Slims of Washington Washington     |                | 75 000 $       | Moquette (int.) | Olga Morozova Virginia Wade          | Mona Guerrant Wendy Overton        | 7-62, 6-2       | Tableau        |
| 6  | 03-01-1977 | Virginia Slims of Washington Washington     |                | 100 000 $      | Moquette (int.) | Martina Navrátilová Betty Stöve      | Kristien Shaw Valerie Ziegenfuss   | 7-5, 6-2        | Tableau        |
| 7  | 02-01-1978 | Virginia Slims of Washington Washington     |                | 100 000 $      | Moquette (int.) | Billie Jean King Martina Navrátilová | Betty Stöve Wendy Turnbull         | 6-3, 7-5        | Tableau        |
| 8  | 01-01-1979 | Avon Championships of Washington Washington |                | 125 000 $      | Moquette (int.) | Mima Jaušovec Virginia Ruzici        | Sharon Walsh Renée Richards        | 4-6, 6-2, 6-4   | Tableau        |
| 9  | 02-01-1980 | Colgate Series Championships Washington     | Masters        | 250 000 $      | Moquette (int.) | Billie Jean King Martina Navrátilová | Rosie Casals Chris Evert           | 6-4, 6-3        | Tableau        |
| 10 | 07-01-1981 | Colgate Series Championships Washington     | Masters        | 250 000 $      | Moquette (int.) | Rosie Casals Wendy Turnbull          | Paula Smith Candy Reynolds         | 6-3, 4-6, 7-6   | Tableau        |
| 11 | 04-01-1982 | Avon Championships of Washington Washington | Champ’s        | 200 000 $      | Moquette (int.) | Kathy Jordan Anne Smith              | Martina Navrátilová Pam Shriver    | 6-2, 3-6, 6-1   | Tableau        |
| 12 | 03-01-1983 | Virginia Slims of Washington Washington     |                | 150 000 $      | Moquette (int.) | Martina Navrátilová Pam Shriver      | Kathy Jordan Anne Smith            | 4-6, 7-5, 6-3   | Tableau        |
| 13 | 02-01-1984 | Virginia Slims of Washington Washington     | VS Tour C3     | 150 000 $      | Moquette (int.) | Barbara Potter Sharon Walsh          | Leslie Allen Anne White            | 6-1, 6-7, 6-2   | Tableau        |
| 14 | 07-01-1985 | Virginia Slims of Washington Washington     |                | 150 000 $      | Moquette (int.) | Gigi Fernández Martina Navrátilová   | Claudia Kohde-Kilsch Helena Suková | 6-3, 3-6, 6-3   | Tableau        |
| 15 | 06-01-1986 | Virginia Slims of Washington Washington     |                | 150 000 $      | Moquette (int.) | Martina Navrátilová Pam Shriver      | Claudia Kohde-Kilsch Helena Suková | 6-3, 6-4        | Tableau        |
| 16 | 23-03-1987 | Virginia Slims of Washington Washington     |                | 150 000 $      | Moquette (int.) | Elise Burgin Pam Shriver             | Zina Garrison Lori McNeil          | 6-1, 3-6, 6-4   | Tableau        |
| 17 | 22-02-1988 | Virginia Slims of Washington Fairfax        | Tier II        | 300 000 $      | Moquette (int.) | Martina Navrátilová Pam Shriver      | Gabriela Sabatini Helena Suková    | 6-3, 6-4        | Tableau        |
| 18 | 13-02-1989 | Virginia Slims of Washington Fairfax        | Tier II        | 300 000 $      | Moquette (int.) | Betsy Nagelsen Pam Shriver           | Natasha Zvereva Larisa Savchenko   | 6-2, 6-3        | Tableau        |
| 19 | 19-02-1990 | Virginia Slims of Washington Washington     | Tier II        | 350 000 $      | Moquette (int.) | Zina Garrison Martina Navrátilová    | Ann Henricksson Dinky Van Rensburg | 6-0, 6-3        | Tableau        |
| 20 | 19-08-1991 | Virginia Slims of Washington Washington     | Tier II        | 350 000 $      | Dur (ext.)      | Jana Novotná Larisa Neiland          | Gigi Fernández Natasha Zvereva     | 5-7, 6-1, 7-6   | Tableau        |
|    | 1992-2010  | Pas de tournoi                              | Pas de tournoi | Pas de tournoi | Pas de tournoi  | Pas de tournoi                       | Pas de tournoi                     | Pas de tournoi  | Pas de tournoi |
| 21 | 25-07-2011 | Citi Open College Park                      | Intern'l       | 220 000 $      | Dur (ext.)      | Sania Mirza Yaroslava Shvedova       | Olga Govortsova Alla Kudryavtseva  | 6-3, 6-3        | Tableau        |
| 22 | 30-07-2012 | Citi Open Washington                        | Intern'l       | 220 000 $      | Dur (ext.)      | Shuko Aoyama Chang Kai-Chen          | Irina Falconi Chanelle Scheepers   | 7-5, 6-2        | Tableau        |
| 23 | 29-07-2013 | Citi Open Washington                        | Intern'l       | 226 750 $      | Dur (ext.)      | Shuko Aoyama Vera Dushevina          | Eugenie Bouchard Taylor Townsend   | 6-3, 6-3        | Tableau        |
| 24 | 28-07-2014 | Citi Open Washington                        | Intern'l       | 226 750 $      | Dur (ext.)      | Shuko Aoyama Gabriela Dabrowski      | Hiroko Kuwata Kurumi Nara          | 6-1, 6-2        | Tableau        |
| 25 | 03-08-2015 | Citi Open Washington                        | Intern'l       | 226 750 $      | Dur (ext.)      | Belinda Bencic Kristina Mladenovic   | Lara Arruabarrena Andreja Klepač   | 7-5, 7-67       | Tableau        |
| 26 | 18-07-2016 | Citi Open Washington                        | Intern'l       | 226 750 $      | Dur (ext.)      | Monica Niculescu Yanina Wickmayer    | Shuko Aoyama Risa Ozaki            | 6-4, 6-3        | Tableau        |
| 27 | 31-07-2017 | Citi Open Washington                        | Intern'l       | 226 750 $      | Dur (ext.)      | Shuko Aoyama Renata Voráčová         | Eugenie Bouchard Sloane Stephens   | 6-3, 6-2        | Tableau        |
| 28 | 30-07-2018 | Citi Open Washington                        | Intern'l       | 226 750 $      | Dur (ext.)      | Han Xinyun Darija Jurak              | Alexa Guarachi Erin Routliffe      | 6-3, 6-2        | Tableau        |
| 29 | 29-07-2019 | Citi Open Washington                        | Intern'l       | 226 750 $      | Dur (ext.)      | Cori Gauff Catherine McNally         | Maria Sanchez Fanny Stollár        | 6-2, 6-2        | Tableau        |
|    | 2020-2021  | Pas de tournoi                              | Pas de tournoi | Pas de tournoi | Pas de tournoi  | Pas de tournoi                       | Pas de tournoi                     | Pas de tournoi  | Pas de tournoi |
| 30 | 01-08-2022 | Citi Open Washington                        | WTA 250        | 251 750 $      | Dur (ext.)      | Jessica Pegula Erin Routliffe        | Anna Kalinskaya Catherine McNally  | 6-3, 5-7, 12-10 | Tableau        |
| 31 | 31-07-2023 | Mubadala Citi DC Open Washington            | WTA 500        | 780 637 $      | Dur (ext.)      | Laura Siegemund Vera Zvonareva       | Alexa Guarachi Monica Niculescu    | 6-4, 6-4        | Tableau        |
| 32 | 29-07-2024 | Mubadala Citi DC Open Washington            | WTA 500        | 922 573 $      | Dur (ext.)      | Asia Muhammad Taylor Townsend        | Jiang Xinyu Wu Fang-hsien          | 7-60, 6-3       | Tableau        |
| 33 | 21-07-2025 | Mubadala Citi DC Open Washington            | WTA 500        | 1 282 951 $    | Dur (ext.)      | Taylor Townsend Zhang Shuai          | Caroline Dolehide Sofia Kenin      | 7-60, 6-3       | Tableau        |

## Palmarès messieurs

### Simple
| No | Date       | Nom et lieu du tournoi                    | Catégorie           | Dotation       | Surface        | Vainqueur             | Finaliste                   | Score                   |                |
| -- | ---------- | ----------------------------------------- | ------------------- | -------------- | -------------- | --------------------- | --------------------------- | ----------------------- | -------------- |
| 1  | 1969       | Washington Star International, Washington |                     | NC $           | Terre (ext.)   | Thomaz Koch           | Arthur Ashe                 | 7-5, 9-7, 4-6, 2-6, 6-4 |                |
| 2  | 20-07-1970 | Washington Star International, Washington |                     | 35 000 $       | Terre (ext.)   | Cliff Richey          | Arthur Ashe                 | 7-5, 6-2, 6-1           |                |
| 3  | 19-07-1971 | Washington Star International, Washington |                     | NC $           | Terre (ext.)   | Ken Rosewall          | Marty Riessen               | 6-2, 7-5, 6-1           |                |
| 4  | 24-07-1972 | Washington Star International, Washington |                     | NC $           | Terre (ext.)   | Tony Roche            | Marty Riessen               | 3-6, 7-6, 6-4           |                |
| 5  | 23-07-1973 | Washington Star International, Washington |                     | 75 000 $       | Terre (ext.)   | Arthur Ashe           | Tom Okker                   | 6-4, 6-2                |                |
| 6  | 22-07-1974 | Washington Star International, Washington |                     | 100 000 $      | Terre (ext.)   | Harold Solomon        | Guillermo Vilas             | 1-6, 6-3, 6-4           |                |
| 7  | 21-07-1975 | Washington Star International, Washington |                     | NC $           | Terre (ext.)   | Guillermo Vilas       | Harold Solomon              | 6-1, 6-3                |                |
| 8  | 26-07-1976 | Washington Star International, Washington |                     | 125 000 $      | Terre (ext.)   | Jimmy Connors         | Raúl Ramírez                | 6-2, 6-4                |                |
| 9  | 18-07-1977 | Washington Star International, Washington |                     | 125 000 $      | Terre (ext.)   | Guillermo Vilas       | Brian Gottfried             | 6-4, 7-5                |                |
| 10 | 24-07-1978 | Washington Star International, Washington |                     | 175 000 $      | Terre (ext.)   | Jimmy Connors         | Eddie Dibbs                 | 7-5, 7-5                |                |
| 11 | 16-07-1979 | Washington Star International, Washington |                     | 175 000 $      | Terre (ext.)   | Guillermo Vilas       | Víctor Pecci                | 7-6, 7-6                |                |
| 12 | 21-07-1980 | Washington Star International, Washington |                     | 175 000 $      | Terre (ext.)   | Brian Gottfried       | José Luis Clerc             | 7-5, 4-6, 6-4           |                |
| 13 | 20-07-1981 | Washington Star International, Washington |                     | 175 000 $      | Terre (ext.)   | José Luis Clerc       | Guillermo Vilas             | 7-5, 6-2                |                |
| 14 | 19-07-1982 | Sovran Bank Classic, Washington           |                     | 200 000 $      | Terre (ext.)   | Ivan Lendl            | Jimmy Arias                 | 6-3, 6-3                |                |
| 15 | 18-07-1983 | Sovran Bank Classic, Washington           |                     | 200 000 $      | Terre (ext.)   | José Luis Clerc       | Jimmy Arias                 | 6-3, 3-6, 6-0           |                |
| 16 | 23-07-1984 | Sovran Bank Classic, Washington           |                     | 200 000 $      | Terre (ext.)   | Andrés Gómez          | Aaron Krickstein            | 6-2, 6-2                |                |
| 17 | 15-07-1985 | Sovran Bank Classic, Washington           |                     | 210 000 $      | Terre (ext.)   | Yannick Noah          | Martín Jaite                | 6-4, 6-3                |                |
| 18 | 28-07-1986 | Sovran Bank Classic, Washington           |                     | 220 000 $      | Terre (ext.)   | Karel Nováček         | Thierry Tulasne             | 6-1, 7-6                |                |
| 19 | 27-07-1987 | Sovran Bank Classic, Washington           |                     | 232 000 $      | Dur (ext.)     | Ivan Lendl            | Brad Gilbert                | 6-1, 6-0                |                |
| 20 | 18-07-1988 | Sovran Bank Classic, Washington           |                     | 297 500 $      | Dur (ext.)     | Jimmy Connors         | Andrés Gómez                | 6-1, 6-4                |                |
| 21 | 24-07-1989 | Sovran Bank Classic, Washington           |                     | 297 500 $      | Dur (ext.)     | Tim Mayotte           | Brad Gilbert                | 3-6, 6-4, 7-5           |                |
| 22 | 16-07-1990 | Sovran Bank Classic, Washington           | Championship Series | 420 000 $      | Dur (ext.)     | Andre Agassi          | Jim Grabb                   | 6-1, 6-4                |                |
| 23 | 15-07-1991 | Sovran Bank Classic, Washington           | Championship Series | 465 000 $      | Dur (ext.)     | Andre Agassi          | Petr Korda                  | 6-3, 6-4                |                |
| 24 | 13-07-1992 | Legg Mason Tennis Classic, Washington     | Championship Series | 490 000 $      | Dur (ext.)     | Petr Korda            | Henrik Holm                 | 6-4, 6-4                |                |
| 25 | 19-07-1993 | Legg Mason Tennis Classic, Washington     | Championship Series | 500 000 $      | Dur (ext.)     | Amos Mansdorf         | Todd Martin                 | 7-63, 7-5               |                |
| 26 | 18-07-1994 | Legg Mason Tennis Classic, Washington     | Championship Series | 525 000 $      | Dur (ext.)     | Stefan Edberg         | Jason Stoltenberg           | 6-4, 6-2                |                |
| 27 | 17-07-1995 | Legg Mason Tennis Classic, Washington     | Championship Series | 550 000 $      | Dur (ext.)     | Andre Agassi          | Stefan Edberg               | 6-4, 2-6, 7-5           |                |
| 28 | 15-07-1996 | Legg Mason Tennis Classic, Washington     | Championship Series | 550 000 $      | Dur (ext.)     | Michael Chang         | Wayne Ferreira              | 6-2, 6-4                |                |
| 29 | 14-07-1997 | Legg Mason Tennis Classic, Washington     | Championship Series | 550 000 $      | Dur (ext.)     | Michael Chang         | Petr Korda                  | 5-7, 6-2, 6-1           |                |
| 30 | 20-07-1998 | Legg Mason Tennis Classic, Washington     | Series Gold         | 575 000 $      | Dur (ext.)     | Andre Agassi          | Scott Draper                | 6-2, 6-0                |                |
| 31 | 16-08-1999 | Legg Mason Tennis Classic, Washington     | Series Gold         | 600 000 $      | Dur (ext.)     | Andre Agassi          | Ievgueni Kafelnikov         | 7-63, 6-1               | Tableau        |
| 32 | 14-08-2000 | Legg Mason Tennis Classic, Washington     | Series Gold         | 700 000 $      | Dur (ext.)     | Àlex Corretja         | Andre Agassi                | 6-2, 6-3                | Tableau        |
| 33 | 13-08-2001 | Legg Mason Tennis Classic, Washington     | Series Gold         | 700 000 $      | Dur (ext.)     | Andy Roddick          | Sjeng Schalken              | 6-2, 6-3                | Tableau        |
| 34 | 12-08-2002 | Legg Mason Tennis Classic, Washington     | Series Gold         | 700 000 $      | Dur (ext.)     | James Blake           | Paradorn Srichaphan         | 1-6, 7-65, 6-4          | Tableau        |
| 35 | 28-07-2003 | Legg Mason Tennis Classic, Washington     | Int' Series         | 575 000 $      | Dur (ext.)     | Tim Henman            | Fernando González           | 6-3, 6-4                | Tableau        |
| 36 | 16-08-2004 | Legg Mason Tennis Classic, Washington     | Int' Series         | 475 000 $      | Dur (ext.)     | Lleyton Hewitt        | Gilles Müller               | 6-3, 6-4                | Tableau        |
| 37 | 01-08-2005 | Legg Mason Tennis Classic, Washington     | Int' Series         | 575 000 $      | Dur (ext.)     | Andy Roddick          | James Blake                 | 7-5, 6-3                | Tableau        |
| 38 | 31-07-2006 | Legg Mason Tennis Classic, Washington     | Int' Series         | 575 000 $      | Dur (ext.)     | Arnaud Clément        | Andy Murray                 | 7-63, 6-2               | Tableau        |
| 39 | 30-07-2007 | Legg Mason Tennis Classic, Washington     | Int' Series         | 575 000 $      | Dur (ext.)     | Andy Roddick          | John Isner                  | 6-4, 7-64               | Tableau        |
| 40 | 11-08-2008 | Legg Mason Tennis Classic, Washington     | Int' Series         | 483 000 $      | Dur (ext.)     | Juan Martín del Potro | Viktor Troicki              | 6-3, 6-3                | Tableau        |
| 41 | 03-08-2009 | Legg Mason Tennis Classic, Washington     | ATP 500             | 1 165 500 $    | Dur (ext.)     | Juan Martín del Potro | Andy Roddick                | 3-6, 7-5, 7-66          | Tableau        |
| 42 | 02-08-2010 | Legg Mason Tennis Classic, Washington     | ATP 500             | 1 165 500 $    | Dur (ext.)     | David Nalbandian      | Márcos Baghdatís            | 6-2, 7-64               | Tableau        |
| 43 | 01-08-2011 | Legg Mason Tennis Classic, Washington     | ATP 500             | 1 166 400 $    | Dur (ext.)     | Radek Štěpánek        | Gaël Monfils                | 6-4, 6-4                | Tableau        |
| 44 | 30-07-2012 | Citi Open, Washington                     | ATP 500             | 1 049 760 $    | Dur (ext.)     | Alexandr Dolgopolov   | Tommy Haas                  | 67-7, 6-4, 6-1          | Tableau        |
| 45 | 29-07-2013 | Citi Open, Washington                     | ATP 500             | 1 295 790 $    | Dur (ext.)     | Juan Martín del Potro | John Isner                  | 3-6, 6-1, 6-2           | Tableau        |
| 46 | 28-07-2014 | Citi Open, Washington                     | ATP 500             | 1 399 700 $    | Dur (ext.)     | Milos Raonic          | Vasek Pospisil              | 6-1, 6-4                | Tableau        |
| 47 | 03-08-2015 | Citi Open, Washington                     | ATP 500             | 1 508 815 $    | Dur (ext.)     | Kei Nishikori         | John Isner                  | 4-6, 6-4, 6-4           | Tableau        |
| 48 | 18-07-2016 | Citi Open, Washington                     | ATP 500             | 1 629 475 $    | Dur (ext.)     | Gaël Monfils          | Ivo Karlović                | 5-7, 7-66, 6-4          | Tableau        |
| 49 | 31-07-2017 | Citi Open, Washington                     | ATP 500             | 1 750 080 $    | Dur (ext.)     | Alexander Zverev      | Kevin Anderson              | 6-4, 6-4                | Tableau        |
| 50 | 30-07-2018 | Citi Open, Washington                     | ATP 500             | 1 890 165 $    | Dur (ext.)     | Alexander Zverev      | Alex de Minaur              | 6-2, 6-4                | Tableau        |
| 51 | 29-07-2019 | Citi Open, Washington                     | ATP 500             | 1 895 290 $    | Dur (ext.)     | Nick Kyrgios          | Daniil Medvedev             | 7-66, 7-64              | Tableau        |
|    | 2020       | Pas de tournoi                            | Pas de tournoi      | Pas de tournoi | Pas de tournoi | Pas de tournoi        | Pas de tournoi              | Pas de tournoi          | Pas de tournoi |
| 52 | 02-08-2021 | Citi Open, Washington                     | ATP 500             | 1 895 290 $    | Dur (ext.)     | Jannik Sinner         | Mackenzie McDonald          | 7-5, 4-6, 7-5           | Tableau        |
| 53 | 01-08-2022 | Citi Open, Washington                     | ATP 500             | 1 953 285 $    | Dur (ext.)     | Nick Kyrgios          | Yoshihito Nishioka          | 6-4, 6-3                | Tableau        |
| 54 | 31-07-2023 | Mubadala Citi DC Open, Washington         | ATP 500             | 2 013 940 $    | Dur (ext.)     | Daniel Evans          | Tallon Griekspoor           | 7-5, 6-3                | Tableau        |
| 55 | 29-07-2024 | Mubadala Citi DC Open, Washington         | ATP 500             | 2 100 230 $    | Dur (ext.)     | Sebastian Korda       | Flavio Cobolli              | 4-6, 6-2, 6-0           | Tableau        |
| 56 | 21-07-2025 | Mubadala Citi DC Open, Washington         | ATP 500             | 2 396 115 $    | Dur (ext.)     | Alex de Minaur        | Alejandro Davidovich Fokina | 5-7, 6-1, 7-63          | Tableau        |

### Double
| No | Date       | Nom et lieu du tournoi                    | Catégorie           | Dotation       | Surface        | Vainqueurs                           | Finalistes                           | Score              |                |
| -- | ---------- | ----------------------------------------- | ------------------- | -------------- | -------------- | ------------------------------------ | ------------------------------------ | ------------------ | -------------- |
| 1  | 20-07-1970 | Washington Star International, Washington |                     | 35 000 $       | Terre (ext.)   | Bob Hewitt Frew McMillan             | Ilie Năstase Ion Țiriac              | 7-5, 6-0           |                |
| 2  | 19-07-1971 | Washington Star International, Washington |                     | NC $           | Terre (ext.)   | Tom Okker Marty Riessen              | Robert Carmichael Ray Ruffels        | 7-6, 6-2           |                |
| 3  | 24-07-1972 | Washington Star International, Washington |                     | NC $           | Terre (ext.)   | Tom Okker Marty Riessen              | John Newcombe Tony Roche             | 3-6, 6-3, 6-2      |                |
| 4  | 23-07-1973 | Washington Star International, Washington |                     | 75 000 $       | Terre (ext.)   | Ross Case Geoff Masters              | Dick Crealy Andrew Pattison          | 2-6, 6-1, 6-4      |                |
| 5  | 22-07-1974 | Washington Star International, Washington |                     | 100 000 $      | Terre (ext.)   | Tom Gorman Marty Riessen             | Patricio Cornejo Jaime Fillol        | 7-5, 6-1           |                |
| 6  | 21-07-1975 | Washington Star International, Washington |                     | NC $           | Terre (ext.)   | Robert Lutz Stan Smith               | Brian Gottfried Raúl Ramírez         | 7-5, 2-6, 6-1      |                |
| 7  | 26-07-1976 | Washington Star International, Washington |                     | 125 000 $      | Terre (ext.)   | Brian Gottfried Raúl Ramírez         | Arthur Ashe Jimmy Connors            | 6-3, 6-3           |                |
| 8  | 18-07-1977 | Washington Star International, Washington |                     | 125 000 $      | Terre (ext.)   | John Alexander Phil Dent             | Fred McNair Sherwood Stewart         | 7-5, 7-5           |                |
| 9  | 24-07-1978 | Washington Star International, Washington |                     | 175 000 $      | Terre (ext.)   | Arthur Ashe Bob Hewitt               | Fred McNair Raúl Ramírez             | 6-3, 6-4           |                |
| 10 | 16-07-1979 | Washington Star International, Washington |                     | 175 000 $      | Terre (ext.)   | Marty Riessen Sherwood Stewart       | Brian Gottfried Raúl Ramírez         | 2-6, 6-3, 6-4      |                |
| 11 | 21-07-1980 | Washington Star International, Washington |                     | 175 000 $      | Terre (ext.)   | Hans Gildemeister Andrés Gómez       | Gene Mayer Sandy Mayer               | 6-4, 7-5           |                |
| 12 | 20-07-1981 | Washington Star International, Washington |                     | 175 000 $      | Terre (ext.)   | Raúl Ramírez Van Winitsky            | Pavel Složil Ferdi Taygan            | 5-7, 7-6, 7-6      |                |
| 13 | 19-07-1982 | Sovran Bank Classic, Washington           |                     | 200 000 $      | Terre (ext.)   | Raúl Ramírez Van Winitsky            | Hans Gildemeister Andrés Gómez       | 7-5, 7-6           |                |
| 14 | 18-07-1983 | Sovran Bank Classic, Washington           |                     | 200 000 $      | Terre (ext.)   | Mark Dickson Cássio Motta            | Paul McNamee Ferdi Taygan            | 6-2, 1-6, 6-4      |                |
| 15 | 23-07-1984 | Sovran Bank Classic, Washington           |                     | 200 000 $      | Terre (ext.)   | Pavel Složil Ferdi Taygan            | Drew Gitlin Blaine Willenborg        | 7-6, 6-1           |                |
| 16 | 15-07-1985 | Sovran Bank Classic, Washington           |                     | 210 000 $      | Terre (ext.)   | Hans Gildemeister Víctor Pecci       | David Graham Balázs Taróczy          | 6-3, 1-6, 6-4      |                |
| 17 | 28-07-1986 | Sovran Bank Classic, Washington           |                     | 220 000 $      | Terre (ext.)   | Hans Gildemeister Andrés Gómez       | Ricardo Acioly Cesar Kist            | 6-3, 7-5           |                |
| 18 | 27-07-1987 | Sovran Bank Classic, Washington           |                     | 232 000 $      | Dur (ext.)     | Gary Donnelly Peter Fleming          | Laurie Warder Blaine Willenborg      | 6-2, 7-6           |                |
| 19 | 18-07-1988 | Sovran Bank Classic, Washington           |                     | 297 500 $      | Dur (ext.)     | Rick Leach Jim Pugh                  | Jorge Lozano Todd Witsken            | 6-3, 6-7, 6-2      |                |
| 20 | 24-07-1989 | Sovran Bank Classic, Washington           |                     | 297 500 $      | Dur (ext.)     | Neil Broad Gary Muller               | Jim Grabb Patrick McEnroe            | 6-7, 7-6, 6-4      |                |
| 21 | 16-07-1990 | Sovran Bank Classic, Washington           | Championship Series | 420 000 $      | Dur (ext.)     | Grant Connell Glenn Michibata        | Jorge Lozano Todd Witsken            | 6-3, 6-7, 6-2      |                |
| 22 | 15-07-1991 | Sovran Bank Classic, Washington           | Championship Series | 465 000 $      | Dur (ext.)     | Scott Davis David Pate               | Ken Flach Robert Seguso              | 6-4, 6-2           |                |
| 23 | 13-07-1992 | Legg Mason Tennis Classic, Washington     | Championship Series | 490 000 $      | Dur (ext.)     | Bret Garnett Jared Palmer            | Ken Flach Todd Witsken               | 6-2, 6-3           |                |
| 24 | 19-07-1993 | Legg Mason Tennis Classic, Washington     | Championship Series | 500 000 $      | Dur (ext.)     | Byron Black Rick Leach               | Grant Connell Patrick Galbraith      | 6-4, 7-5           |                |
| 25 | 18-07-1994 | Legg Mason Tennis Classic, Washington     | Championship Series | 525 000 $      | Dur (ext.)     | Grant Connell Patrick Galbraith      | Jonas Björkman Jakob Hlasek          | 6-4, 4-6, 6-3      |                |
| 26 | 17-07-1995 | Legg Mason Tennis Classic, Washington     | Championship Series | 550 000 $      | Dur (ext.)     | Olivier Delaitre Jeff Tarango        | Petr Korda Cyril Suk                 | 1-6, 6-3, 6-2      |                |
| 27 | 15-07-1996 | Legg Mason Tennis Classic, Washington     | Championship Series | 550 000 $      | Dur (ext.)     | Grant Connell Scott Davis            | Doug Flach Chris Woodruff            | 7-6, 3-6, 6-3      |                |
| 28 | 14-07-1997 | Legg Mason Tennis Classic, Washington     | Championship Series | 550 000 $      | Dur (ext.)     | Luke Jensen Murphy Jensen            | Neville Godwin Fernon Wibier         | 6-4, 6-4           |                |
| 29 | 20-07-1998 | Legg Mason Tennis Classic, Washington     | Series Gold         | 575 000 $      | Dur (ext.)     | Grant Stafford Kevin Ullyett         | Wayne Ferreira Patrick Galbraith     | 6-2, 6-4           |                |
| 30 | 16-08-1999 | Legg Mason Tennis Classic, Washington     | Series Gold         | 600 000 $      | Dur (ext.)     | Justin Gimelstob Sébastien Lareau    | David Adams John-Laffnie de Jager    | 7-5, 62-7, 6-3     | Tableau        |
| 31 | 14-08-2000 | Legg Mason Tennis Classic, Washington     | Series Gold         | 700 000 $      | Dur (ext.)     | Alex O'Brien Jared Palmer            | Andre Agassi Sargis Sargsian         | 7-5, 6-1           | Tableau        |
| 32 | 13-08-2001 | Legg Mason Tennis Classic, Washington     | Series Gold         | 700 000 $      | Dur (ext.)     | Martin Damm David Prinosil           | Bob Bryan Mike Bryan                 | 7-65, 6-3          | Tableau        |
| 33 | 12-08-2002 | Legg Mason Tennis Classic, Washington     | Series Gold         | 700 000 $      | Dur (ext.)     | Wayne Black Kevin Ullyett            | Bob Bryan Mike Bryan                 | 3-6, 6-3, 7-5      | Tableau        |
| 34 | 28-07-2003 | Legg Mason Tennis Classic, Washington     | Int' Series         | 575 000 $      | Dur (ext.)     | Ievgueni Kafelnikov Sargis Sargsian  | Chris Haggard Paul Hanley            | 7-5, 4-6, 6-2      | Tableau        |
| 35 | 16-08-2004 | Legg Mason Tennis Classic, Washington     | Int' Series         | 475 000 $      | Dur (ext.)     | Chris Haggard Robbie Koenig          | Travis Parrott Dmitri Toursounov     | 7-63, 6-1          | Tableau        |
| 36 | 01-08-2005 | Legg Mason Tennis Classic, Washington     | Int' Series         | 575 000 $      | Dur (ext.)     | Bob Bryan Mike Bryan                 | Wayne Black Kevin Ullyett            | 6-4, 6-2           | Tableau        |
| 37 | 31-07-2006 | Legg Mason Tennis Classic, Washington     | Int' Series         | 575 000 $      | Dur (ext.)     | Bob Bryan Mike Bryan                 | Paul Hanley Kevin Ullyett            | 6-3, 5-7, [10-3]   | Tableau        |
| 38 | 30-07-2007 | Legg Mason Tennis Classic, Washington     | Int' Series         | 575 000 $      | Dur (ext.)     | Bob Bryan Mike Bryan                 | Jonathan Erlich Andy Ram             | 7-65, 3-6, [10-7]  | Tableau        |
| 39 | 11-08-2008 | Legg Mason Tennis Classic, Washington     | Int' Series         | 483 000 $      | Dur (ext.)     | Marc Gicquel Robert Lindstedt        | Bruno Soares Kevin Ullyett           | 7-66, 6-3          | Tableau        |
| 40 | 03-08-2009 | Legg Mason Tennis Classic, Washington     | ATP 500             | 1 165 500 $    | Dur (ext.)     | Martin Damm Robert Lindstedt         | Mariusz Fyrstenberg Marcin Matkowski | 7-5, 7-63          | Tableau        |
| 41 | 02-08-2010 | Legg Mason Tennis Classic, Washington     | ATP 500             | 1 165 500 $    | Dur (ext.)     | Mardy Fish Mark Knowles              | Tomáš Berdych Radek Štěpánek         | 4-6, 7-67, [10-7]  | Tableau        |
| 42 | 01-08-2011 | Legg Mason Tennis Classic, Washington     | ATP 500             | 1 166 400 $    | Dur (ext.)     | Michaël Llodra Nenad Zimonjić        | Robert Lindstedt Horia Tecău         | 63-7, 7-66, [10-7] | Tableau        |
| 43 | 30-07-2012 | Citi Open, Washington                     | ATP 500             | 1 049 760 $    | Dur (ext.)     | Treat Conrad Huey Dominic Inglot     | Kevin Anderson Sam Querrey           | 7-67, 69-7, [10-5] | Tableau        |
| 44 | 29-07-2013 | Citi Open, Washington                     | ATP 500             | 1 295 790 $    | Dur (ext.)     | Julien Benneteau Nenad Zimonjić      | Mardy Fish Radek Štěpánek            | 7-65, 7-5          | Tableau        |
| 45 | 28-07-2014 | Citi Open, Washington                     | ATP 500             | 1 399 700 $    | Dur (ext.)     | Jean-Julien Rojer Horia Tecău        | Sam Groth Leander Paes               | 7-5, 6-4           | Tableau        |
| 46 | 03-08-2015 | Citi Open, Washington                     | ATP 500             | 1 508 815 $    | Dur (ext.)     | Bob Bryan Mike Bryan                 | Ivan Dodig Marcelo Melo              | 6-4, 6-2           | Tableau        |
| 47 | 18-07-2016 | Citi Open, Washington                     | ATP 500             | 1 629 475 $    | Dur (ext.)     | Daniel Nestor Édouard Roger-Vasselin | Łukasz Kubot Alexander Peya          | 7-63, 7-64         | Tableau        |
| 48 | 31-07-2017 | Citi Open, Washington                     | ATP 500             | 1 750 080 $    | Dur (ext.)     | Henri Kontinen John Peers            | Łukasz Kubot Marcelo Melo            | 7-65, 6-4          | Tableau        |
| 49 | 30-07-2018 | Citi Open, Washington                     | ATP 500             | 1 890 165 $    | Dur (ext.)     | Jamie Murray Bruno Soares            | Mike Bryan Édouard Roger-Vasselin    | 3-6, 6-3, [10-4]   | Tableau        |
| 50 | 29-07-2019 | Citi Open, Washington                     | ATP 500             | 1 895 290 $    | Dur (ext.)     | Raven Klaasen Michael Venus          | Jean-Julien Rojer Horia Tecău        | 3-6, 6-3, [10-2]   | Tableau        |
|    | 2020       | Pas de tournoi                            | Pas de tournoi      | Pas de tournoi | Pas de tournoi | Pas de tournoi                       | Pas de tournoi                       | Pas de tournoi     | Pas de tournoi |
| 51 | 02-08-2021 | Citi Open, Washington                     | ATP 500             | 1 895 290 $    | Dur (ext.)     | Raven Klaasen Ben McLachlan          | Neal Skupski Michael Venus           | 7-64, 6-4          | Tableau        |
| 52 | 01-08-2022 | Citi Open, Washington                     | ATP 500             | 1 953 285 $    | Dur (ext.)     | Nick Kyrgios Jack Sock               | Ivan Dodig Austin Krajicek           | 7-5, 6-4           | Tableau        |
| 53 | 31-07-2023 | Mubadala Citi DC Open, Washington         | ATP 500             | 2 013 940 $    | Dur (ext.)     | Máximo González Andrés Molteni       | Mackenzie McDonald Ben Shelton       | 64-7, 6-2, [10-6]  | Tableau        |
| 54 | 29-07-2024 | Mubadala Citi DC Open, Washington         | ATP 500             | 2 100 230 $    | Dur (ext.)     | Nathaniel Lammons Jackson Withrow    | Rafael Matos Marcelo Melo            | 7-5, 6-3           | Tableau        |
| 55 | 21-07-2025 | Mubadala Citi DC Open, Washington         | ATP 500             | 2 396 115 $    | Dur (ext.)     | Simone Bolelli Andrea Vavassori      | Hugo Nys Édouard Roger-Vasselin      | 6-3, 6-4           | Tableau        |